# Teateråret 1959

## Händelser

### Augusti
- 13 augusti - Lars-Levi Læstadius utses till chef för Stockholms Stadsteater.

### Okänt datum
- Frank Sundström blir chef för Helsingborgs stadsteater.
- Det Nye Teater och Folketeatret går ihop och bildar Oslo Nye Teater.[1]
- Teatr Laboratorium grundas som Teatr 13 Rzedow i Opole i Polen.

## Priser och utmärkelser
- O'Neill-stipendiet tilldelas Gunn Wållgren
- Thaliapriset tilldelas skådespelaren Gun Arvidsson

## Årets uppsättningar

### Maj
- 31 maj - Operan Aniara har premiär på Kungliga Teatern. Librettot är gjort av Erik Lindegren efter Harry Martinsons epos och musiken är skriven av Karl-Birger Blomdahl [2].

### December
- 28 december - Ideonteatern Doktor Kotte slår till eller Siv Olson av Hans Alfredson och Tage Danielsson.

### Okänt datum
- Musikalen The Sound of Music skriven av Howard Lindsay och Russel Crouse med musik av Richard Rodgers och text av Oscar Hammerstein II uruppfördes på Lunt-Fontanne Theatre i New York
- Musikalen My Fair Lady skriven av Alan Jay Lerner med musik av Frederick Loewe har svensk premiär på Oscarsteatern i Stockholm
- Tennessee Williams pjäs Ungdoms ljuva fågel (Sweet Bird of Youth) uruppfördes i New York